# Pieter Lagrou
Pieter Lagrou (° ca. 1965) is een Belgisch hoogleraar aan de ULB, specialist van de geschiedenis van de Tweede Wereldoorlog, meer bepaald van de activiteiten in het verzet en in de collaboratie ten overstaan van de bezetting door de nazi's.

## Levensloop
Pieter Lagrou had een gecontesteerde familiale voorgeschiedenis. Zijn grootvader René Lagrou behoorde tot de groep van onvoorwaardelijke Vlaamse collaborateurs met de vijand. Zijn vader Leo Lagrou nam een volledig tegengestelde houding aan en zorgde voor een opvoeding wars van alle nostalgie naar de ideeën van zijn naar Argentinië gevluchte vader.
Pieter Lagrou promoveerde in 1989 tot licentiaat geschiedenis aan de Katholieke Universiteit Leuven met de verhandeling De politieke strijd om het verzetsaureool. Verdienste en erkentelijkheid in het naoorlogse België (1944-1949). In 1996 promoveerde hij aan dezelfde universiteit tot doctor in de geschiedenis, met de verhandeling Heroes, martyrs, victims. A comparative social-history of the memory of World War Two in Belgium, France and The Netherlands, 1945-1965.
Hij volgde vervolgens een academisch curriculum:
- 1989-1990: Graduate fellow van de Belgian-American Educational Foundation, Yale University. Hij promoveerde er tot Master of Arts.
- 1990-1992: Vorser aan het Europees Universitair Instituut in Firenze.
- 1990-1994: Aspirant bij het Belgisch Nationaal Fonds voor het wetenschappelijk onderzoek.
- 1994-1996: Assistent aan de Katholieke Universiteit Leuven.
- 1996-1997: Onderzoeker aan de KU Leuven.
- 1997-1998: Onderzoeker bij het Nationaal Fonds voor het wetenschappelijk onderzoek.
- 1998-2003: Onderzoeker bij het Centre National de la Recherche Scientifique (Institut d'Histoire du Temps Présent) in Parijs.
- 1999-2005: Docent bij Sciences-Po in Parijs.
- 2003-2005: Docent aan de Université Libre de Bruxelles, belast met vergelijkende geschiedenis van landen en van samenlevingen na 1914.
- 2003-2005: Docent aan de École des Hautes Études en Sciences Sociales, Parijs.
- 2005-2006: Directeur van de afdeling geschiedenis en Europese culturen aan het Instituut voor Europese Studies.
- 2007: Hoogleraar aan de ULB.
- 2009: Hoogleraar aan Sciences Po, Parijs.
- 2010: Gewoon hoogleraar aan de ULB.

Naar aanleiding van de zevenhonderdste verjaardag van de Guldensporenslag publiceerde Lagrou in De Standaard van 8 juli 2002 een artikel onder de titel Een glorierijk verleden, dat nogal wat stof deed opwaaien in Vlaamsgezinde milieus. Hierin suggereerde hij dat de Vlaamse gewesten wellicht beter af zouden geweest zijn, indien de napoleontische verfransingsacties zouden zijn doorgezet en zouden geleid hebben tot een integratie van deze gewesten in het Franse rijk.

## Publicaties
- De terugkeer van de weggevoerde arbeiders in België en Nederland, 1945-1955. Mythen en taboes rond de verplichte tewerkstelling, 1993.
- Maudit Passé, l’histoire contemporaine face à l’obsession historique, 1998.
- The Legacy of Nazi-occupation. Patriotic Memory and National Recovery in Western Europe, 1945-1965, 2001.
- La Résistance et la politique d'après-guerre, 2001.
- Mémoires patriotiques et occupation nazie. Résistants, requis et déportés en Europe occidentale, 1945-1965, 2003.
- Facing the Holocaust in France, Belgium and the Netherlands, 2003.
- Les politiques de la mémoire. La résistance comme mythe collectif dans la France, la Belgique et les Pays-Bas de l’après-guerre (1945-1965), 2004.
- Legitimacy of insurgency: Terrorism as an archetype of Twentieth Century Warfare (onuitgegeven), 2005.
- Armes Belgiën? Kriegsverbrecherprozesse gegen Deutsche in Belgien, 1944-1951 (onuitgegeven), 2005.
- L'histoire du Temps Présent en Europe depuis 1945, ed. Nandrin, 2005.
- Return to a Vanished World. European Societies and the remnants of their Jewish Communities, 1945-1947, in: The Jews are coming back. The return of the Jews to their Countries of Origin after WWII, 2005.
- Terugkeer naar een vergane wereld. Europese samenlevingen en de restanten van hun joodse gemeenschappen, in: Trajecta, 2006.
- Nation-Building in the Age of Total War, (onuitgegeven), 2006.
- La 'Guerre Honorable' et une certaine idée de l’Occident. Mémoires de guerre, racisme et réconciliation après 1945, 2006.
- Quelle valeur pédagogique donner à la Seconde Guerre mondiale dans le cours d’histoire ?, 2006.
- Géopolitique du refus: les résistances européennes, 2007.
- Demobilising Europe, 1989-2009: Deconstructing and resuscitating Cold War historiography, 2008.
- La crise européenne, 2008.
- Europe in the world: imperial legacies, 2009.
- Poor Little Belgium ? Les procès belges de criminels de guerre allemands, 1944-1951, 2013.
- De l’histoire du temps présent à l’histoire des autres: Comment une discipline critique devint complaisante, 2013.
- L’histoire à la barre, la vérité est-elle possible ?, 2014.
- Occupation militaire et domination impériale.: Des usages politiques et historiques de la notion de résistance, 2015.
- Loe de Jong, of de professionele strategieën van een publieke intellectueel in Koude Oorlogstijd, 2015.
- The Gospel of he Superiority of the Present over the Past: Reclaiming the Critical Potential after 1989, 2017.
- Plebiscite or Parliament? Brexit and the End of the History of the British Political Model, in: Contemporary European History, 2018.
- (samen met Martin Conway en Henry Rousso) Europe’s Postwar Periods: 1989, 1945, 1918: Writing history backwards, 2018.